# Niu Zhiyuan
Niu Zhiyuan (chinesisch 牛志远; * 13. Dezember 1973 in Peking) ist ein ehemaliger chinesischer Sportschütze.

## Erfolge
Niu Zhiyuan, der 1997 seine ersten professionellen Wettkämpfe im Sportschießen bestritt, nahm an den Olympischen Spielen 2000 in Sydney im Wettbewerb auf die Laufende Scheibe über die 10-Meter-Distanz teil. In der Qualifikation erzielte er mit 578 Punkten das drittbeste Ergebnis nach Yang Ling und Oleg Moldovan und zog damit in die Finalrunde ein. Diese beendete er abermals mit dem drittbesten Schießergebnis von 99,4 Punkten, wodurch er seinen dritten Rang hinter Yang und Moldovan behauptete und die Bronzemedaille gewann.
1998 wurde Niu in Barcelona in den Einzelwettbewerben der Disziplinen Laufende Scheibe und Laufende Scheibe Mix Weltmeister. In der Mannschaftskonkurrenz des Mix-Wettbewerbs gewann er mit Yang Ling und Jun Xiao die Silbermedaille. Auch 2002 sicherte er sich in Lahti in dieser Disziplin mit Zeng Guobin und Yang Ling den zweiten Platz, während er in der Mannschaftskonkurrenz auf die Laufende Scheibe gemeinsam mit Zeng Guobin und Yang Ling den dritten Rang belegte. 2006 wurde Niu in Zagreb zum zweiten Mal Einzelweltmeister, als er vor Alexander Blinow und Miroslav Januš den ersten Platz in der Disziplin Laufende Scheibe erreichte. Im Mix-Wettbewerb sicherte er sich hinter Łukasz Czapla und Lin Gan die Bronzemedaille. In den Mannschaftswettbewerben gelang ihm in der Mix-Konkurrenz sein vierter Gewinn eines Weltmeistertitels. Gemeinsam mit Lin Gan und Yang Ling platzierte er sich vor der ukrainischen und der schwedischen Mannschaft an der Spitze des Teilnehmerfeldes. Auf die Laufende Scheibe wurde er im Mannschaftswettbewerb mit Lin Gan und Zhang Weijan Vizeweltmeister. Bei Asienspielen gewann er 2002 in Busan in der Einzelkonkurrenz auf die laufende Scheibe vor Her Dae-kyung und Yang Ling die Goldmedaille und schaffte auch mit der Mannschaft den Titelgewinn. Neben Niu gehörten Yang Ling und Zeng Guobin zur Mannschaft. Niu gewann zwei Weltcups im Einzel in der Disziplin Laufende Scheibe.
Niu Zhiyuan ist verheiratet.